# Championnat d'Europe féminin espoirs de hockey sur gazon 2024
Navigation
Édition précédente 2026
Le Championnat d'Europe féminin espoirs de hockey sur gazon 2024 se déroule à Terrassa en Espagne parallèlement au tournoi masculin du 14 au 20 juillet 2024.

## Équipes qualifiées
Les équipes participantes se sont qualifiées sur la base des classements finaux de leurs tournois respectifs en 2022,.
| Compétition          | Date                 | Lieu   | Quotas | Qualifiés                                              |
| -------------------- | -------------------- | ------ | ------ | ------------------------------------------------------ |
| Euro espoirs 2022    | 24 - 30 juillet 2022 | Gand   | 6      | Allemagne Belgique Pays-Bas Angleterre Espagne Irlande |
| Euro II espoirs 2022 | 24 - 30 juillet 2022 | Vienne | 2      | Autriche France                                        |
| Total                | Total                | Total  | 8      |                                                        |

## Déroulement du tournoi

### Premier tour
Les huit participants qui sont répartis en deux groupes de 4 équipes au premier tour concourent pour huit places à la Coupe du monde 2025. Le format est celui d'un tournoi toutes rondes : chaque équipe joue un match contre les trois autres équipes du même groupe,.
À l'issue du premier tour, les deux premiers de chaque groupe se qualifient pour les demi-finales tandis que les deux derniers de chaque groupe se qualifient pour la phase de classement. En plus de leur qualification pour les demi-finales, les deux premiers de chaque groupe se qualifient également pour la Coupe du monde 2025.
Légende:
- Tour pour les médailles
- Tour de classement

#### Poule A
| Rang | Équipe    | Pts | J | G | N | P | Bp | Bc | Diff |
| ---- | --------- | --- | - | - | - | - | -- | -- | ---- |
| 1    | Pays-Bas  | 9   | 3 | 3 | 0 | 0 | 17 | 4  | +13  |
| 2    | Espagne H | 6   | 3 | 2 | 0 | 1 | 6  | 4  | +2   |
| 3    | Belgique  | 3   | 3 | 1 | 0 | 2 | 9  | 7  | +2   |
| 4    | France P  | 0   | 3 | 0 | 0 | 3 | 0  | 17 | -17  |

| 14 juillet 2024 | Pays-Bas | 3 - 0 | Espagne  |
| 14 juillet 2024 | Belgique | 4 - 0 | France   |
| 15 juillet 2024 | Belgique | 4 - 5 | Pays-Bas |
| 15 juillet 2024 | Espagne  | 4 - 0 | France   |
| 17 juillet 2024 | Pays-Bas | 9 - 0 | France   |
| 17 juillet 2024 | Espagne  | 2 - 1 | Belgique |

#### Poule B
| Rang | Équipe      | Pts | J | G | N | P | Bp | Bc | Diff |
| ---- | ----------- | --- | - | - | - | - | -- | -- | ---- |
| 1    | Allemagne T | 9   | 3 | 3 | 0 | 0 | 15 | 0  | +15  |
| 2    | Angleterre  | 6   | 3 | 2 | 0 | 1 | 13 | 3  | +10  |
| 3    | Irlande     | 3   | 3 | 1 | 0 | 2 | 2  | 9  | -7   |
| 4    | Autriche P  | 0   | 3 | 0 | 0 | 3 | 1  | 19 | -18  |

| 14 juillet 2024 | Angleterre | 8 - 1 | Autriche   |
| 14 juillet 2024 | Allemagne  | 4 - 0 | Irlande    |
| 16 juillet 2024 | Irlande    | 2 - 0 | Autriche   |
| 16 juillet 2024 | Angleterre | 0 - 2 | Allemagne  |
| 17 juillet 2024 | Allemagne  | 9 - 0 | Autriche   |
| 17 juillet 2024 | Irlande    | 0 - 5 | Angleterre |

### Tour de classement
Les quatre équipes éliminées du premier tour qui sont encore en course pour les deux places qualificatives à la Coupe du monde 2025 sont réparties en un seul groupe de 4 équipes : chaque équipe de son groupe du premier tour joue un match contre les deux autres équipes de l'autre groupe du premier tour. Les matchs entre les équipes de leur groupe concerné au premier tour sont pris en compte.
À l'issue de la phase de classement, les deux premiers se maintiennent pour l'Euro espoirs 2026 tandis que les deux derniers seront relégués à l'Euro II 2026. En plus de leur maintien pour l'Euro espoirs 2026, les deux premiers se qualifient également pour la Coupe du monde 2025.
Légende:
- Euro II espoirs 2026

#### Poule C
| Rang | Équipe     | Pts | J | G | N | P | Bp | Bc | Diff |
| ---- | ---------- | --- | - | - | - | - | -- | -- | ---- |
| 1    | Belgique   | 9   | 3 | 3 | 0 | 0 | 14 | 0  | +14  |
| 2    | Irlande    | 6   | 3 | 2 | 0 | 1 | 5  | 5  | 0    |
| 3    | France P   | 3   | 3 | 1 | 0 | 2 | 4  | 8  | -4   |
| 4    | Autriche P | 0   | 3 | 0 | 0 | 3 | 1  | 11 | -10  |

| 19 juillet 2024 | France   | 2 - 1 | Autriche |
| 19 juillet 2024 | Belgique | 3 - 0 | Irlande  |
| 20 juillet 2024 | Belgique | 7 - 0 | Autriche |
| 20 juillet 2024 | Irlande  | 3 - 2 | France   |

| Match 13              | Autriche       | 1 - 2   | France                       |                                        |                                        |
| 19 juillet 2024 09h45 | P. Proksch 58e | (0 - 1) | 24e Pelletier · 49e Jardemar | Arbitrage : Marius Cuadrat Ellie Duffy | Arbitrage : Marius Cuadrat Ellie Duffy |
| 19 juillet 2024 09h45 | Rapport        |         |                              | Arbitrage : Marius Cuadrat Ellie Duffy | Arbitrage : Marius Cuadrat Ellie Duffy |

| Match 15              | Belgique                             | 3 - 0   | Irlande |                                        |                                        |
| 19 juillet 2024 12h00 | Moors 9e · Bonami 33e · Schreurs 37e | (1 - 0) |         | Arbitrage : Mahmut Çilkiz Michal Pivko | Arbitrage : Mahmut Çilkiz Michal Pivko |
| 19 juillet 2024 12h00 | Rapport                              |         |         | Arbitrage : Mahmut Çilkiz Michal Pivko | Arbitrage : Mahmut Çilkiz Michal Pivko |

| Match 17              | Belgique                                                          | 7 - 0   | Autriche |                                          |                                          |
| 20 juillet 2024 09h30 | Bonami 3e, 5e, 24e · Vincent 3e · Goffinet 5e · Schreurs 29e, 44e | (6 - 0) |          | Arbitrage : Amar Chudasama Mahmut Çilkiz | Arbitrage : Amar Chudasama Mahmut Çilkiz |
| 20 juillet 2024 09h30 | Rapport                                                           |         |          | Arbitrage : Amar Chudasama Mahmut Çilkiz | Arbitrage : Amar Chudasama Mahmut Çilkiz |

| Match 18              | Irlande                            | 3 - 2   | France                      |                                        |                                        |
| 20 juillet 2024 09h45 | Mackey 2e · O'Shea 48e · Moore 50e | (1 - 2) | 14e Jardemar · 27e Lassalle | Arbitrage : Tommy Croese Clare Barwood | Arbitrage : Tommy Croese Clare Barwood |
| 20 juillet 2024 09h45 | Rapport                            |         |                             | Arbitrage : Tommy Croese Clare Barwood | Arbitrage : Tommy Croese Clare Barwood |

### Tour pour les médailles

#### Tableau
|  | Demi-finales    | Demi-finales    | Demi-finales    | Demi-finales    |                               |          | Finale          | Finale          | Finale          | Finale          |
|  |                 |                 |                 |                 |                               |          |                 |                 |                 |                 |
|  | 19 juillet 2024 | 19 juillet 2024 | 19 juillet 2024 | 19 juillet 2024 |                               |          | 20 juillet 2024 | 20 juillet 2024 | 20 juillet 2024 | 20 juillet 2024 |
|  | A1              | Pays-Bas        | 7               | 7               |                               |          | 20 juillet 2024 | 20 juillet 2024 | 20 juillet 2024 | 20 juillet 2024 |
|  | A1              | Pays-Bas        | 7               | 7               |                               |          | 20 juillet 2024 | 20 juillet 2024 | 20 juillet 2024 | 20 juillet 2024 |
|  | B2              | Angleterre      | 0               | 0               |                               |          | 20 juillet 2024 | 20 juillet 2024 | 20 juillet 2024 | 20 juillet 2024 |
|  | B2              | Angleterre      | 0               | 0               | A1                            | Pays-Bas | 5               | 5               |                 |                 |
|  | 19 juillet 2024 |                 |                 |                 | A1                            | Pays-Bas | 5               | 5               |                 |                 |
|  |                 |                 | A2              | Espagne         | 3                             | 3        |                 |                 |                 |                 |
|  | B1              | Allemagne       | A2              | Espagne         | 3                             | 3        | 2               | 2               |                 |                 |
|  | B1              | Allemagne       |                 |                 |                               |          |                 | 2               |                 |                 |
|  | A2              | Espagne         | 3               | 3               |                               |          |                 |                 |                 |                 |
|  | A2              | Espagne         | 3               | 3               | Match pour la troisième place |          |                 |                 |                 |                 |
|  |                 |                 |                 |                 |                               |          |                 |                 |                 |                 |
|  | 20 juillet 2024 |                 |                 |                 |                               |          |                 |                 |                 |                 |
|  | B2              | Angleterre      | 1               | 1               |                               |          |                 |                 |                 |                 |
|  | B2              | Angleterre      | 1               | 1               |                               |          |                 |                 |                 |                 |
|  | B1              | Allemagne       | 0               | 0               |                               |          |                 |                 |                 |                 |
|  | B1              | Allemagne       | 0               | 0               |                               |          |                 |                 |                 |                 |

#### Match pour la3eplace
| Match 19              | Allemagne | 0 - 1   | Angleterre |                                              |                                              |
| 20 juillet 2024 11h45 |           | (0 - 1) | 30e Dyson  | Arbitrage : Russell Donaldson Anatole Platel | Arbitrage : Russell Donaldson Anatole Platel |
| 20 juillet 2024 11h45 | Rapport   |         |            | Arbitrage : Russell Donaldson Anatole Platel | Arbitrage : Russell Donaldson Anatole Platel |

#### Finale
| Match 20              | Espagne                     | 3 - 5   | Pays-Bas                                                          |                                    |                                    |
| 20 juillet 2024 17h45 | Saenz 52e, 53e · Casado 54e | (0 - 1) | 1e Beljaars · 39e, 46e Van den Nieuwenhof · 55e Jansen · 59e Moes | Arbitrage : Teresa Lipsky Zoe Hall | Arbitrage : Teresa Lipsky Zoe Hall |
| 20 juillet 2024 17h45 | Rapport                     |         |                                                                   | Arbitrage : Teresa Lipsky Zoe Hall | Arbitrage : Teresa Lipsky Zoe Hall |

## Statistiques

### Buteuses

#### 8 buts
- Astrid Bonami

#### 7 buts
- Noor van den Nieuwenhof

#### 5 buts
- Lynn Krings
- Trinjtje Beljaars
- Lucía Casado

#### 3 buts
- Marthe-Marie Geerts
- Noa Schreurs
- Jessica Dyson
- Julia Schedl
- Imke Verstraeten
- Mea de Vries
- Teresa Saenz

#### 2 buts
- Ophélie Vincent
- Georgie Gardens
- Maddie Long
- Scarlett Spavin
- Adèle Jardemar
- Lena Keller
- Laura Plüth
- Lucy Mackey
- Lucy O'Shea
- Eline Jansen
- Iris de Kemp
- Pam van der Laan
- Guusje Moes
- Mette Winter
- Estel Petchamé

#### 1 but
- Franziska Frey
- Philippa Proksch
- Eva Goffinet
- Alix Marien
- Lisa Moors
- Beth Alexander
- Lottie Bingham
- Liv Breed
- Josefina Hoppe
- Freya Robinson
- Mathéa Lassalle
- Marie-Alice Pelletier
- Marie Fischer
- Taja Gans
- Katharina Haid
- Emilia Landshut
- Martina Reisenegger
- Lauren Moore
- Noa Muller
- Sara Carmona
- Mar Sola

### Classement final
| Rang                       | Groupe | Équipe      | J | V | N | P | BP | BC | +/- | Pts |
| -------------------------- | ------ | ----------- | - | - | - | - | -- | -- | --- | --- |
| Médaille d'or, Europe      | A      | Pays-Bas    | 5 | 5 | 0 | 0 | 29 | 7  | +22 | 15  |
| Médaille d'argent, Europe  | A      | Espagne H   | 5 | 3 | 0 | 2 | 12 | 11 | +1  | 9   |
| Médaille de bronze, Europe | B      | Angleterre  | 5 | 3 | 0 | 2 | 14 | 10 | +4  | 9   |
| 4                          | B      | Allemagne T | 5 | 3 | 0 | 2 | 17 | 4  | +13 | 9   |
| Éliminées au premier tour  |        |             |   |   |   |   |    |    |     |     |
| 5                          | A      | Belgique    | 5 | 3 | 0 | 2 | 19 | 7  | +12 | 9   |
| 6                          | B      | Irlande     | 5 | 2 | 0 | 3 | 5  | 14 | -9  | 6   |
| 7                          | A      | France P    | 5 | 1 | 0 | 4 | 4  | 21 | -17 | 3   |
| 8                          | B      | Autriche P  | 5 | 0 | 0 | 5 | 2  | 28 | -26 | 0   |

|  | Nation qualifiée pour la Coupe du monde espoirs 2025 en tant que les 3 meilleures équipes continentales |
|  | Nation qualifiée pour la Coupe du monde espoirs 2025 en tant que quota suuplémentaire                   |

### Joueuses récompensées
Après la finale entre l'Espagne et les Pays-Bas, l'EHF dévoile les trois joueuses récompensées par trois prix différents,:
- Meilleure buteuse :  Astrid Bonami
- Meilleure joueuse :  Emma Reijnen
- Meilleure gardienne de but :  Molly Smith